# Klonowo Wąskotorowe
Klonowo Wąskotorowe – nieczynny wąskotorowy przystanek osobowy w Kłonowie, w gminie Dobre, w powiecie radziejowskim, w województwie kujawsko-pomorskim, w Polsce. Został wybudowany w 1908 roku razem z linią kolejową do Płowiec.